# Finimetr
Finimetr je povinná a jedna z nejdůležitějších součástí potápěčské výbavy. Jde o zařízení zobrazující celkový tlak v láhvi nezávisle na okolním tlaku. Je napojen do prvního stupně automatiky, na plný, neregulovaný tlak z láhve. Existují mechanické i digitální finimetry. Častější variantou je mechanický z důvodu jednoduchosti. Číselník je většinou cejchovaný v jednotkách tlaku: bar, s rozsahem většinou 0 až 400 barů. Od 50 barů níže je červené pole, upozorňující potápěče, že je v láhvi již relativně málo vzduchu. 
Než začne potápěč ponor, měl by zkontrolovat pomocí finimetru tlak v láhvi a několikrát zmáčknout „sprchu“ ať již na primárním, nebo sekundárním dýchacím zařízení. Údaj o tlaku nesmí kolísat. Pokud ano, jedná se nejspíše o málo otevřený vzduchový ventil na láhvi.